# Verrières-du-Grosbois
Verrières-du-Grosbois era una comuna francesa situada en el departamento de Doubs, de la región de Borgoña-Franco Condado, que el 1 de enero de 2017 fue suprimida al fusionarse con las comunas de Charbonnières-les-Sapins y Étalans y formar la comuna nueva de Étalans.

## Demografía
| Gráfica de evolución demográfica de Verrières-du-Grosbois entre 1800 y 2014 |
|                                                                             |

Los datos demográficos contemplados en este gráfico de la comuna de Verrières-du-Grosbois se han cogido de 1800 a 1999 de la página francesa EHESS/Cassini, y los demás datos de la página del INSEE.